# Beaubery
 Beaubery  es una población y comuna francesa, en la región de Borgoña, departamento de Saona y Loira, en el distrito de Charolles y cantón de Saint-Bonnet-de-Joux.

## Demografía
| 592 | 509 | 445 | 419 | 392 | 357 |
| Para los censos de 1962 a 1999 la población legal corresponde a la población sin duplicidades (Fuente: INSEE [Consultar]) |     |     |     |     |     |